# Daler Kuzyayev
Daler Adyamovich Kuzyayev (tiếng Nga: Далер Адьямович Кузяев; sinh ngày 15 tháng 1 năm 1993) là một cầu thủ bóng đá người Nga gốc Tatar hiện đang thi đấu ở vị trí tiền vệ trung tâm hay tiền vệ phải.

## Sự nghiệp câu lạc bộ

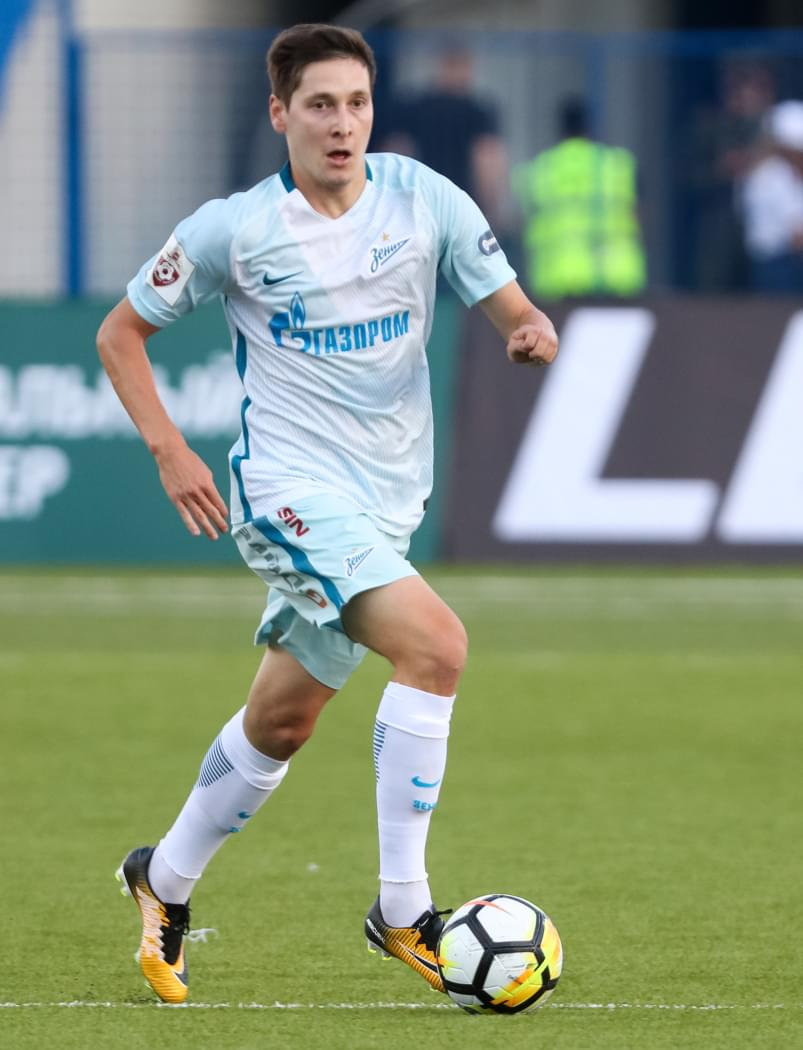
Kuzyayev thi đấu cho Zenit năm 2017.

Anh có màn ra mắt tại Russian Second Division cho FC Karelia Petrozavodsk vào ngày 23 tháng 7 năm 2012 trong trận đấu với F.K. Spartak Kostroma.
Anh có màn ra mắt tại Giải bóng đá ngoại hạng Nga cho F.K. Terek Grozny vào ngày 15 tháng 5 năm 2014 trong trận đấu với F.K. Rubin Kazan.
Vào ngày 14 tháng 6 năm 2017, anh ký bản hợp đồng 3 năm cùng với F.K. Zenit Sankt Peterburg. Trong màn ra mắt Zenit vào ngày 16 tháng 7 năm 2017, anh ghi bàn thắng đầu tiên trong sự nghiệp, khi mở tỉ số trong trận đấu với FC SKA-Khabarovsk 7 phút sau khi vào sân từ giữa hiệp.

## Thống kê sự nghiệp
Tính đến 5 tháng 1 năm 2025
| Câu lạc bộ              | Mùa giải            | Giải đấu               | Giải đấu | Giải đấu | Cúp quốc gia | Cúp quốc gia | Cúp liên đoàn | Cúp liên đoàn | Châu lục | Châu lục | Khác | Khác | Tổng cộng | Tổng cộng |
| Câu lạc bộ              | Mùa giải            | Hạng đấu               | Trận     | Bàn      | Trận         | Bàn          | Trận          | Bàn           | Trận     | Bàn      | Trận | Bàn  | Trận      | Bàn       |
| ----------------------- | ------------------- | ---------------------- | -------- | -------- | ------------ | ------------ | ------------- | ------------- | -------- | -------- | ---- | ---- | --------- | --------- |
| Karelia Petrozavodsk    | 2012–13             | Russian Second League  | 22       | 0        | 1            | 0            | –             | –             | –        | –        | –    | –    | 23        | 0         |
| Neftekhimik Nizhnekamsk | 2013–14             | Russian First League   | 15       | 0        | 1            | 0            | –             | –             | –        | –        | –    | –    | 16        | 0         |
| Terek Grozny            | 2013–14             | Russian Premier League | 1        | 0        | 0            | 0            | –             | –             | –        | –        | –    | –    | 1         | 0         |
| Terek Grozny            | 2014–15             | Russian Premier League | 21       | 0        | 1            | 0            | –             | –             | –        | –        | –    | –    | 22        | 0         |
| Terek Grozny            | 2015–16             | Russian Premier League | 21       | 0        | 3            | 0            | –             | –             | –        | –        | –    | –    | 24        | 0         |
| Terek Grozny            | 2016–17             | Russian Premier League | 27       | 0        | 1            | 0            | –             | –             | –        | –        | –    | –    | 28        | 0         |
| Terek Grozny            | Tổng cộng           | Tổng cộng              | 70       | 0        | 5            | 0            | –             | –             | –        | –        | –    | –    | 75        | 0         |
| Zenit Sankt Peterburg   | 2017–18             | Russian Premier League | 26       | 6        | 1            | 0            | –             | –             | 9        | 1        | –    | –    | 36        | 7         |
| Zenit Sankt Peterburg   | 2018–19             | Russian Premier League | 18       | 2        | 1            | 0            | –             | –             | 11       | 2        | –    | –    | 30        | 4         |
| Zenit Sankt Peterburg   | 2019–20             | Russian Premier League | 20       | 0        | 4            | 1            | –             | –             | 4        | 0        | –    | –    | 28        | 1         |
| Zenit Sankt Peterburg   | 2020–21             | Russian Premier League | 18       | 3        | 1            | 1            | –             | –             | 6        | 0        | –    | –    | 25        | 4         |
| Zenit Sankt Peterburg   | 2021–22             | Russian Premier League | 22       | 0        | 1            | 0            | –             | –             | 5        | 1        | 1    | 1    | 29        | 2         |
| Zenit Sankt Peterburg   | 2022–23             | Russian Premier League | 26       | 5        | 8            | 0            | –             | –             | –        | –        | 1    | 0    | 35        | 5         |
| Zenit Sankt Peterburg   | Tổng cộng           | Tổng cộng              | 130      | 16       | 16           | 2            | –             | –             | 35       | 4        | 2    | 1    | 183       | 23        |
| Le Havre                | 2023–24             | Ligue 1                | 29       | 2        | 3            | 1            | –             | –             | –        | –        | –    | –    | 32        | 3         |
| Le Havre                | 2024–25             | Ligue 1                | 12       | 1        | 1            | 0            | –             | –             | –        | –        | –    | –    | 13        | 1         |
| Le Havre                | Tổng cộng           | Tổng cộng              | 42       | 3        | 4            | 1            | –             | –             | –        | –        | –    | –    | 46        | 4         |
| Tổng cộng sự nghiệp     | Tổng cộng sự nghiệp | Tổng cộng sự nghiệp    | 279      | 19       | 27           | 3            | 0             | 0             | 35       | 4        | 2    | 1    | 343       | 27        |

1. 1 2  Số lần ra sân tại Russian Super Cup

## Quốc tế
Anh có màn ra mắt cho Đội tuyển bóng đá quốc gia Nga vào ngày 7 tháng 10 năm 2017 trong trận giao hữu với Hàn Quốc.
Vào ngày 11 tháng 5 năm 2018, anh có tên trong đội hình sơ loại của Nga tham dự Giải vô địch bóng đá thế giới 2018.
Tính đến 5 tháng 9 năm 2024
| Đội tuyển quốc gia | Năm       | Trận | Bàn |
| ------------------ | --------- | ---- | --- |
| Nga                | 2017      | 4    | 0   |
| Nga                | 2018      | 13   | 0   |
| Nga                | 2019      | 4    | 1   |
| Nga                | 2020      | 8    | 1   |
| Nga                | 2021      | 13   | 0   |
| Nga                | 2022      | 2    | 0   |
| Nga                | 2023      | 5    | 0   |
| Nga                | 2024      | 2    | 1   |
| Tổng cộng          | Tổng cộng | 51   | 3   |

### Bàn thắng quốc tế
Bàn thắng và kết quả của Nga được để trước.
| # | Ngày                 | Địa điểm                                           | Đối thủ    | Bàn thắng | Kết quả | Giải đấu                    |
| - | -------------------- | -------------------------------------------------- | ---------- | --------- | ------- | --------------------------- |
| 1 | 19 tháng 11 năm 2019 | Sân vận động San Marino, Serravalle, San Marino    | San Marino | 1–0       | 1–0     | Vòng loại UEFA Euro 2020    |
| 2 | 15 tháng 11 năm 2020 | Sân vận động Olympic Atatürk, Istanbul, Thổ Nhĩ Kỳ | Thổ Nhĩ Kỳ | 2–3       | 2–3     | UEFA Nations League 2020–21 |
| 3 | 5 tháng 9 năm 2024   | Sân vận động Quốc gia Mỹ Đình, Hà Nội, Việt Nam    | Việt Nam   | 1–0       | 3–0     | LPBank Cup 2024             |

## Đời sống cá nhân
Anh là em trai của Ruslan Kuzyayev và con trai của Adyam Kuzyayev. Ông của anh, Kabir Kuzyayev thi đấu ở Soviet First League cho FC Pamir Dushanbe trong thập niên 1960.

## Danh hiệu
Zenit Saint Petersburg
- Russian Premier League: 2018–19,[8][9] 2019–20,[10] 2020–21,[11] 2021–22,[12] 2022–23[13]
- Russian Cup: 2019–20[14]
- Russian Super Cup: 2021,[15] 2022[16]